# Giovanni Francesco Barbarigo
Giovanni Francesco Barbarigo (ur. 29 kwietnia 1658 w Wenecji, zm. 26 stycznia 1730 w Padwie) – włoski duchowny katolicki, kardynał, biskup Padwy, bratanek świętego Grzegorza Barbarigo.
21 lipca 1698 został wybrany biskupem Werony. 17 sierpnia 1698 przyjął sakrę z rąk kardynała Sebastiano Antonio Tanary (współkonsekratorami byli arcybiskupi Francesco Pannochieschi i Prospero Bottino). 9 lipca 1714 przeszedł na biskupstwo Brescii. 29 maja 1715 Klemens XI wyniósł go do godności kardynalskiej. 29 listopada 1719 Klemens XI kreował go kardynałem in pectore. Nominacja została ogłoszona 30 września 1720. 20 stycznia 1723 objął biskupstwo Padwy, na którym pozostał już do śmierci. Wziął udział w konklawe wybierających Innocentego XIII i Benedykta XIII.